# 國是會議
國是會議是中華民國非正式的任務型政治會議機構，由政府針對重要政治或經濟議題，由朝野政黨與民間人士共同召開，以決定國家重要的政策方針。其起源於李登輝政府時期；在李登輝執政期間，曾召開過兩次大型國是會議，加速了臺灣民主化的發展。
國是會議的性質類似政治协商会议，但非常設機構，也不具備任何法定職權，《中華民國憲法增修條文》也無提及。

## 語源
「國是」意指國家重大的政策方針，首見於《新序》與《後漢書》中載楚莊王與孫叔敖論政，「共定國是」，至宋神宗熙寧變法後，逐漸在重大歷史事件中演變，成為政治結構組合的制式理念。

## 歷史

### 1990年國是會議
1990年，時任總統李登輝會見野百合學運學生代表，同意召開國是會議，以解決重大憲政爭議。6月28日，在國民黨與民進黨的支持下，於台北市圓山大飯店召開此次會議。會中針對「國會改革」、「地方制度」、「中央政府體制」、「大陸政策與兩岸關係」、「憲法與臨時條款修正方式」等五組議題逐一討論，最後達成「終止動員戡亂時期」、「回歸憲法」、「廢止《動員戡亂時期臨時條款》」、「修憲採取一機關兩階段方式」、「修憲以《中華民國憲法增修條文》名之」等共識，並一一透過法定體制逐一落實。
根據會議結論，1991年5月1日，總統令公佈廢止《動員戡亂時期臨時條款》，國會代表恢復定期改選，「萬年國會」現象結束，台灣的民主化進入新階段。
1990年，民進黨為參與國是會議而起草《民主大憲章》，並在國是會議中提出；其中主張總統由轄區國民直接選舉產生，此憲政主張獲得與會者共識，從而使1996年實現首次總統直選。

### 1996年國家發展會議
1996年，李登輝二次連任總統後，於12月23日到28日召開國家發展會議（國發會），由副總統連戰主持，討論「健全憲政體制」、「加速經濟發展」及「增進兩岸關係」三大議題。該會議作出的最大決議為省虛級化。該會議並決議加速公營事業民營化，定下五年的落日條款要讓公營事業「公股零存」。

### 2016年總統府司法改革國是會議
2016年11月，總統蔡英文針對「司法改革」的議題召開國是會議，並親自擔任召集人，召集院、檢、辯三方以及民間學者、跨領域相關專業人士進行磋商，簡稱司改國是會議。司改國是會議作為設於總統府之下的任務編組單位，具體運作形式以分組會議展開，包括「保護被害人與弱勢者的司法」、「全民信賴公正專業的司法」、「權責相符高效率的司法」、「參與透明親近的司法」及「維護社會安全的司法」五個組別，參與人士涵括知名律師黃致豪、受害者家屬王婉諭與前大法官許玉秀等人，針對現行的刑事法律制度加以改革。
在會議過程中，刑法學者林鈺雄教授一度抨擊國是會議本身架構及定位問題，並揚言退出；時任檢察總長顏大和亦曾提出若干批評。2017年8月12日，司改國是會議進行總結，各分組提出的建議結論包括建立國民法官制度、引進人民參與檢察審查制、加強弱勢者協助措施、推動法庭直播、律師資訊透明化、司法硬體設備數位化、檢察人事制度改革、打造金字塔型訴訟程序和推動修復式司法，以及增強法官在職進修訓練等等。

### 2017年總統府年金改革國是會議
2017年1月22日，總統府召開年金改革國是會議。

### 引用
1. ↑  劉向《新序・雜事二》：楚莊王問於孫叔敖曰：「寡人未得所以為國是也。」孫叔敖曰：「國之有是，眾非之所惡也。臣恐王之不能定也。」王曰：「不定獨在君乎？亦在臣乎？」孫叔敖曰：「國君驕士曰：『士非我無逌富貴。』士驕君曰：『國非士無逌安強。』人君或失國而不悟，士或至飢寒而不進，君臣不合，國是無逌定矣。夏桀殷紂，不定國是，而以合其取舍者為是，以不合其取舍者為非，故致亡而不知。」莊王曰：「善哉！願相國與諸侯士大夫共定國是，寡人豈敢以褊國驕士民哉！」
2. ↑  《後漢書》卷28上〈桓譚馮衍列傳〉：「昔楚莊王問孫叔敖曰：『寡人未得所以為國是也。』叔敖曰：『國之有是，眾所惡也，恐王不能定也。』王曰：『不定獨在君，亦在臣乎？』對曰：『“君驕士，曰士非我無從富貴；士驕君，曰君非士無從安存。人君或至失國而不悟，士或至饑寒而不進。君臣不合，則國是無從定矣。』莊王曰：『善，願相國與諸大夫共定國是也。』」
3. ↑  余英時. . 生活·讀書·新知三聯書店. 2004年8月1日  [2022年5月21日]. ISBN 9787108020383. （原始内容存档于2022年5月29日） –Academia.edu.
4. 1 2  邱萬興. . 歷史學柑仔店. 2021年3月16日  [2022年5月20日]. （原始内容存档于2022年6月7日） –自由時報.
5. ↑  黃煌雄. . 風傳媒. 2017-09-30  [2020-06-26]. （原始内容存档于2020-06-28）.
6. ↑  . （原始内容存档于2019-11-02）.
7. ↑  . 中央社. 2017-04-25  [2022-07-21]. （原始内容存档于2022-07-21）.
8. ↑  . 上報. 2017-02-20  [2022-07-21]. （原始内容存档于2022-07-21）.
9. ↑  蘇芳禾. . 自由時報. 2017-01-17  [2017-02-19]. （原始内容存档于2019-06-22）.
10. ↑  . 台灣蘋果日報. 2017-01-18  [2017-02-19]. （原始内容存档于2017-02-19）.
11. ↑  . 台灣蘋果日報. 2017-01-20  [2017-02-20]. （原始内容存档于2017-10-08）.

### 書目
- ＜戒嚴幽靈續頑抗＞漫長抗爭換來民主，《新台灣新聞周刊》，2007/07/19